# Virgen del Recuerdo

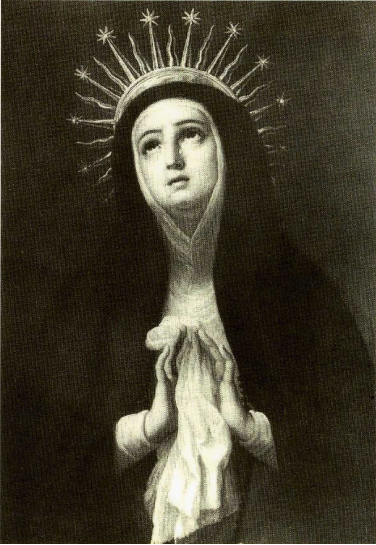
Óleo de la Escuela Madrileña que fue la primera imagen de la Virgen del Recuerdo.

La Virgen del Recuerdo es una advocación e imagen de la Virgen María relacionada directamente con el colegio homónimo de la Compañía de Jesús.

## Historia
La imagen original que dio origen a la advocación fue un óleo de la Dolorosa de la Escuela madrileña de finales del siglo XVII. Esta pintura se encontraba en el colegio de Chamartín de la Rosa, regentado por los Jesuitas e inaugurado en 1880. Según una tradición del colegio fue un regalo del pretendiente Carlos de Borbón a Manuel Álvarez de Toledo, XII Duque de Pastrana. Este último había donado a la Compañía de Jesús los terrenos de la Quinta del Recuerdo para que en los mismos se levantara un colegio. Este nombre de Quinta del Recuerdo lo recibió la finca del propio duque de Pastrana por el buen recuerdo de una estancia pasada en esta a mediados del siglo XIX.
La difusión de la advocación fuera del ambiente colegial se debió a la inclusión de un poema del padre jesuita Julio Alarcón y Meléndez en la novela Pequeñeces, obra de otro compañero jesuita, padre Luis Coloma.
Desde al menos 1893, la festividad se comenzó a celebrar el 31 de mayo, coincidiendo con la fiesta de la Visitación de la Virgen y el final del curso. Esta fecha se mantiene hasta la actualidad. En los primeros años del colegio, se celebraba otra fiesta dedicada a la patrona el 15 de diciembre, octava de la Inmaculada Concepción.
Han existido cinco imágenes principales de la Virgen del Recuerdo:
1. La pintura original de la Virgen del Recuerdo, ya descrita, obra de la Escuela madrileña. Sería destruida durante la Guerra Civil Española. Esta pintura se reproduce en la primera de la adaptación de Pequeñeces realizada por Juan de Orduña en 1950, presidiendo el salón de grados.
2. Una escultura modelada por el sacerdote jesuita Victoriano Salmón (Madrid, 1839-Almería, 1910). Fue modelada en barro en el patio del caserón de la Quinta del Recuerdo original, y posteriormente esculpida por Vicente Larrea Aldama (1852-1922). Esta escultura sería también destruida en esta Guerra.[Nota 1]
3. Escultura realizada por José Navarro Gabaldón con motivo de la construcción del nuevo colegio. Al no ser el resultado el esperado, se encargó la escultura siguiente. La imagen de Navarro Gabaldón quedó custodiada en uno de los accesos al Colegio B.
4. Otra escultura, denominada la Enfermera, de un metro y medio de altura. Era conocida bajo este nombre porque rotaba por las casas de los alumnos enfermos. Es la imagen que actualmente es portada por los alumnos en la fiesta de la Virgen del Recuerdo (31 de mayo). Se conserva en el edificio del Colegio del Pinar (Colegio A).
5. Una tercera escultura realizada a mediados del siglo XX por Octavio Vicent. Esta escultura se basa en la escultura de Victoriano Salmón, es de líneas más modernas, y se adecuaba mejor al estilo del edificio del colegio construido a finales de la década de 1950.

A mediados del siglo XX se realizó una escultura renovando el estilo de la iconografía establecida por Victoriano Salmón.

## Descripción
La imagen original consistía en una pintura de busto de la Virgen María como Mater Dolorosa, con las manos unidas y en traje de viuda española del siglo XVI al estilo de Gaspar Becerra.
A principios del siglo XX se realizó una escultura policromada de la Virgen María, joven, con el Niño Jesús en brazos, obra del jesuita Victoriano Salmón, imagen que representa la advocación. El Niño Jesús sostiene en su mano derecha una cruz, ayudado por la mano derecha de su madre. La cruz llega a los pies de la Virgen María y se encuentra venciendo al demonio representado por un dragón en cuya boca se introduce la base del lado largo de la cruz.
La Virgen María lleva túnica en tonalidades rosa y un manto azul.

### Individuales
1. ↑  Martínez García, Cristina Bienvenida (2023). «Los Jesuitas y los duques de Pastrana en el siglo XIX: La fundación del Colegio Nuestra Señora del Recuerdo». Archivo teológico granadino (86): 109-154. ISSN 0210-1629. Consultado el 29 de mayo de 2023.
2. ↑  «El Colegio de Chamartín. Distribución de premios.». La Época (Madrid) (22.484). 2 de junio de 1913. p. 1.
3. ↑  «La vida madrileña. En el colegio de los Jesuitas de Chamartín.». La Época (Madrid) (13.390). 11 de junio de 1891. pp. 1-2.
4. 1 2  «31 de mayo en imágenes». Colegio de Nuestra Señora del Recuerdo. 6 de junio de 2022. Consultado el 6 de junio de 2022.
5. ↑  «La fiesta de Nuestra Señora del Recuerdo». El Siglo Futuro (5.650). 16 de diciembre de 1893.
6. ↑  Durá Gúrpide, Isabel; Martín Gómez, César; Rangel, Bárbara (2016). «El colegio Nuestra Señora del Recuerdo de Luis Laorga, Madrid, 1957-1958». ACE: architecture, city and environment (31): 71-92. ISSN 1886-4805. Consultado el 2 de junio de 2022.